# Euphorbia appariciana
Euphorbia appariciana är en törelväxtart som beskrevs av Carlos Toledo Rizzini. Euphorbia appariciana ingår i släktet törlar, och familjen törelväxter. Inga underarter finns listade i Catalogue of Life.

## Bildgalleri

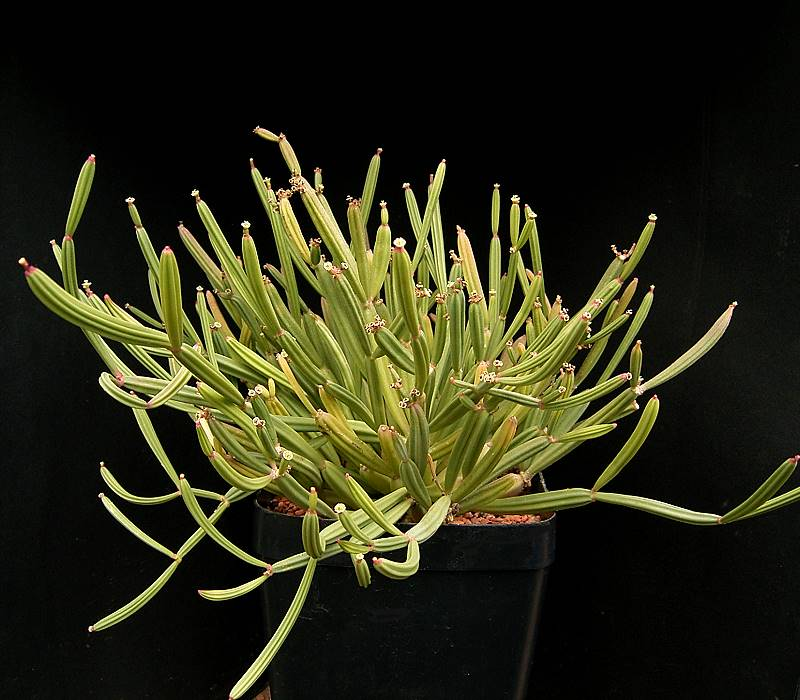
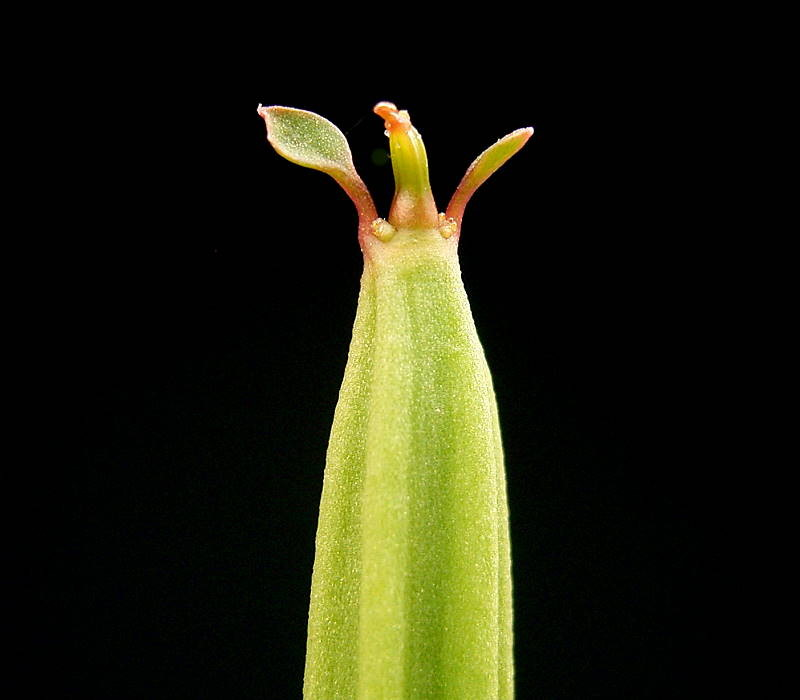